# معن بن صمادح
أبو الأحوص معن بن صمادح التجيبي أول حكام طائفة ألمرية من بني صمادح التجيبيين في عهد ملوك الطوائف.

## سيرته
ينتمي معن بن صمادح إلى بني صمادح أحد بطون تجيب فهو معن بن محمد بن أحمد بن عبد الرحمن بن محمد بن عبد الرحمن بن صُمادح بن عبد الرحمن بن عبد الله بن المهاجر بن عميرة. جده المهاجر هو الداخل إلى الأندلس، ويلتقي نسبه مع بني هاشم التجيبيين حكام سرقسطة في عبد الرحمن بن عبد الله.
كان أبوه محمد بن أحمد بن صمادح حاكمًا على وشقة وأعمالها منذ أواخر عهد الخليفة هشام المؤيد بالله، وأقره عليها سليمان المستعين بالله لما تولى الخلافة عام 403 هـ. وبعد أن اعتلى علي بن حمود الخلافة عام 407 هـ، سار ابن عمه المنذر بن يحيى التجيبي صاحب سرقسطة إلى وشقة واستولى عليها، وفر ابن صمادح بأهله، ولجأ إلى عبد العزيز بن عبد الرحمن المنصور صاحب بلنسية، فأكرمه عبد العزيز وزوّج ابنيه معن وصمادح بأختيه. ثم توفي محمد بن صمادح في جمادى الأولى سنة 419 هـ، فاستوزر عبد العزيز ابنه معن.
بعد وفاة زهير الصقلبي في آخر شوال 429 هـ، جعل أهل ألمرية من شيخهم أبو بكر الرميمي حاكمًا عليهم إلى أن راسلوا عبد العزيز بن عبد الرحمن المنصور صاحب بلنسية يستدعونه لحكم مدينتهم في ذي القعدة 429 هـ. ثم جاءت عبد العزيز أنباء تحرك مجاهد العامري صاحب دانية لغزو بلنسية. فأسرع عبد العزيز تجهيز جيشه، وترك وزيره أبا الأحوص معن بن صمادح لإدارة شئون ألمرية. وما أن وطد معن شئونه، أعلن خلع طاعة عبد العزيز، ودعا لنفسه، واستولى على ألمرية وأعمالها عام 433 هـ. استمر معن في حكم ألمرية وأعمالها حتى وفاته عام 443 هـ، وخلفه ابنه محمد بن معن.